# Aragatsotn (làng)
Aragatsotn là một đô thị thuộc tỉnh Aragatsotn, Armenia. Dân số ước tính năm 2011 là 1224 người.